# Oberelvenich
Oberelvenich ist ein Stadtteil von Zülpich im Kreis Euskirchen, Nordrhein-Westfalen. Ortsvorsteher ist Hans von Hagenow (Stand Januar 2018).

## Lage
Oberelvenich liegt in der Zülpicher Börde östlich von Zülpich. Nachbarorte sind Nemmenich, Rövenich, Niederelvenich und Frauenberg, ein Stadtteil von Euskirchen. Am westlichen Ortsrand verläuft der Zubringer zur A 1, durch den Ort führt die Landstraße 162. Der Ort liegt am Rotbach.

## Geschichte

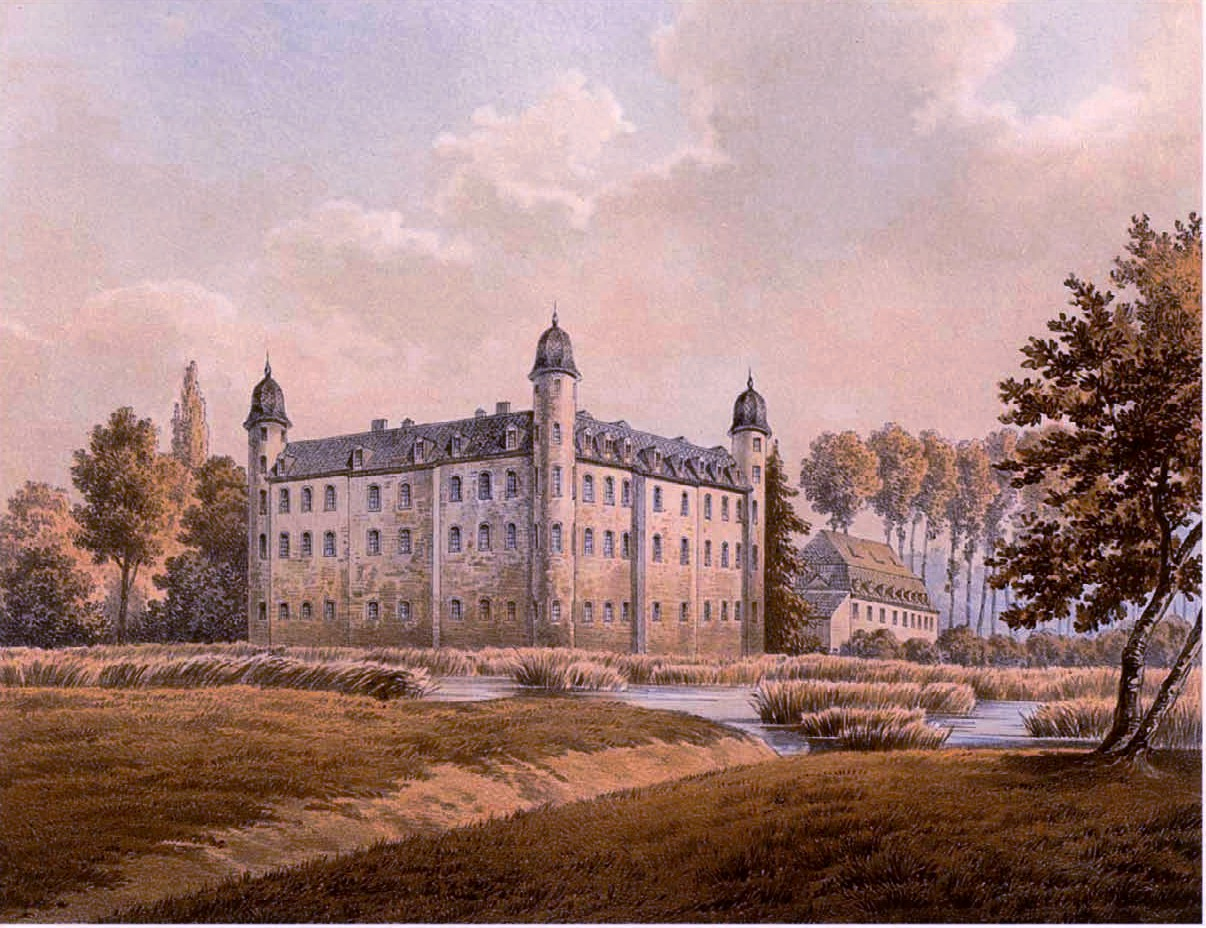
Schloss Bollheim um 1860, Sammlung Alexander Duncker, 1882 abgerissen

Erstmals erwähnt wurde der Ort im Jahre 843. Damals wurde das Dorf Elvenich genannt. Erst nachdem Niederelvenich entstanden war, wurde der Ort in Oberelvenich umbenannt. 
Schloss Bollheim war oft Standquartier für Soldaten. Erst in der französischen Besatzungszeit nach 1794 verloren die Herrscher auf dem Schloss an Einfluss. Heute befindet sich auf Haus Bollheim ein Biohof. Weiterhin gab es im Ort noch die untergegangene Burg Elvenich.
Am Rotbach liegen zwei Mühlen, eine Kornmühle und eine Ölmühle. Sie dienten früher der Versorgung von Haus Bollheim. Sie befinden sich heute in Privatbesitz.
Am 1. Juli 1969 wurde Oberelvenich nach Zülpich eingemeindet.

## Kirche
Oberelvenich gehört zum Pfarrverband Nord-West, wie auch die Orte Niederelvenich, Rövenich, Mülheim und Wichterich. Die Pfarrkirche steht unter dem Patrozinium des Hl. Matthias.

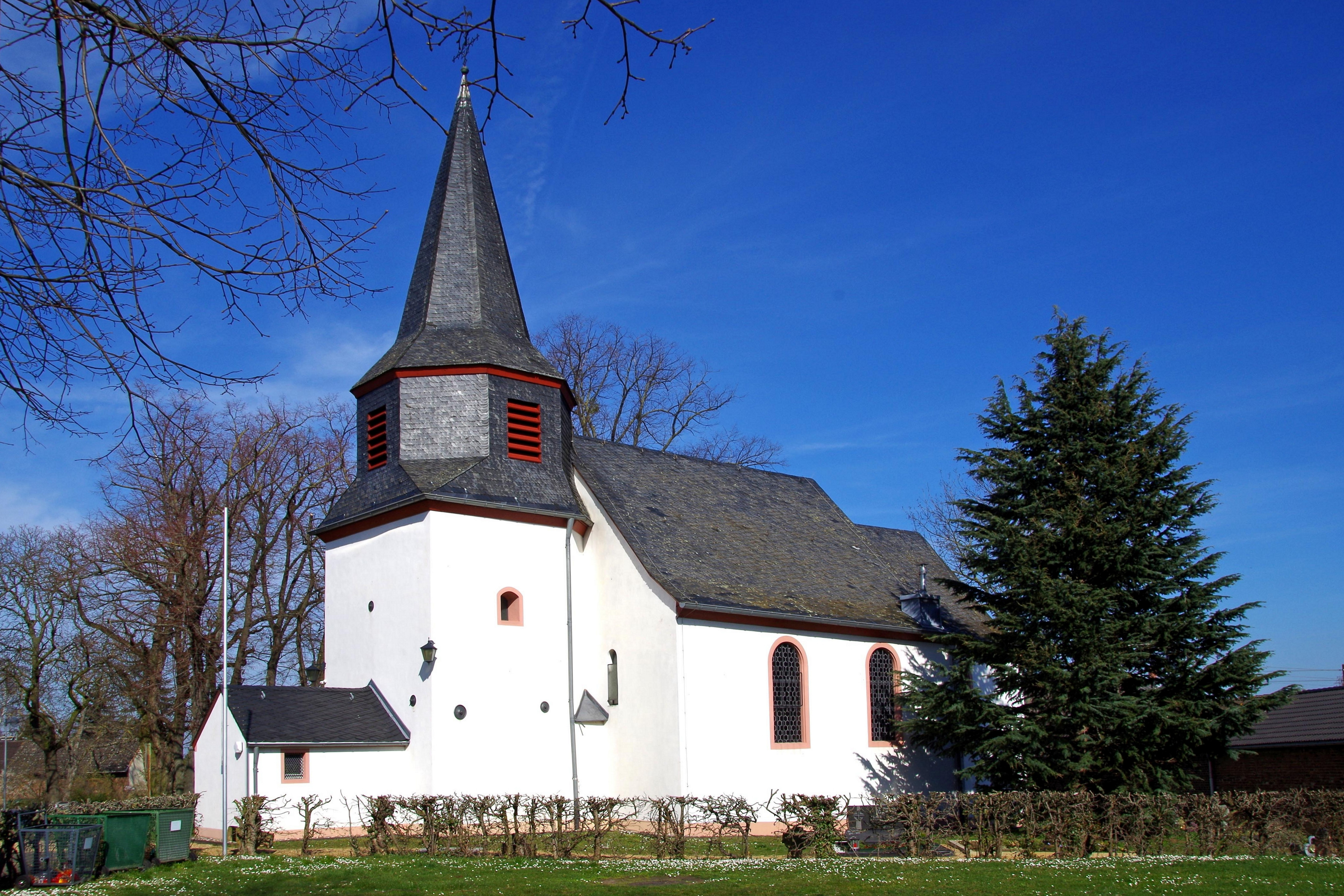
St. Matthias, Südseite
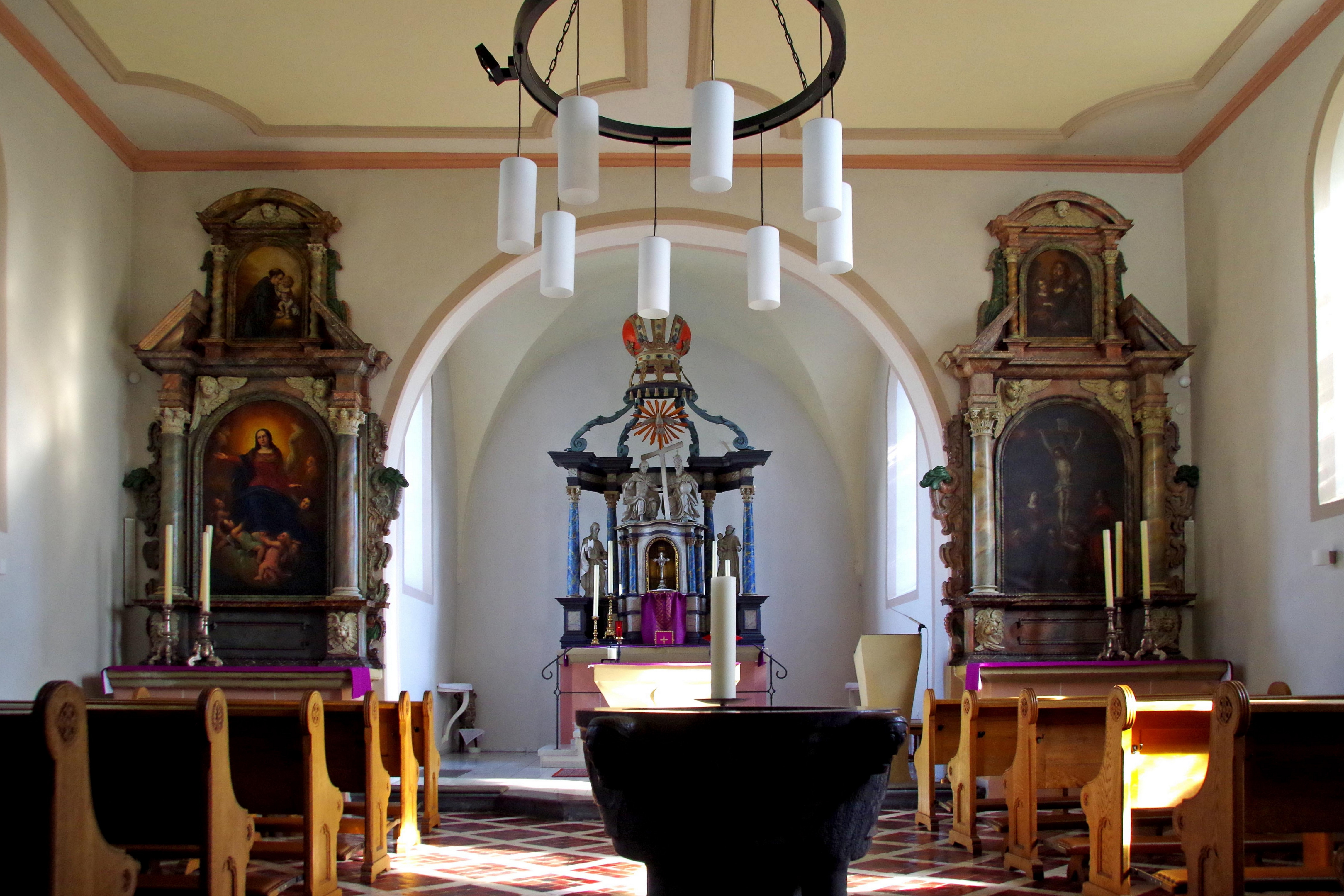
Rokoko-Altäre
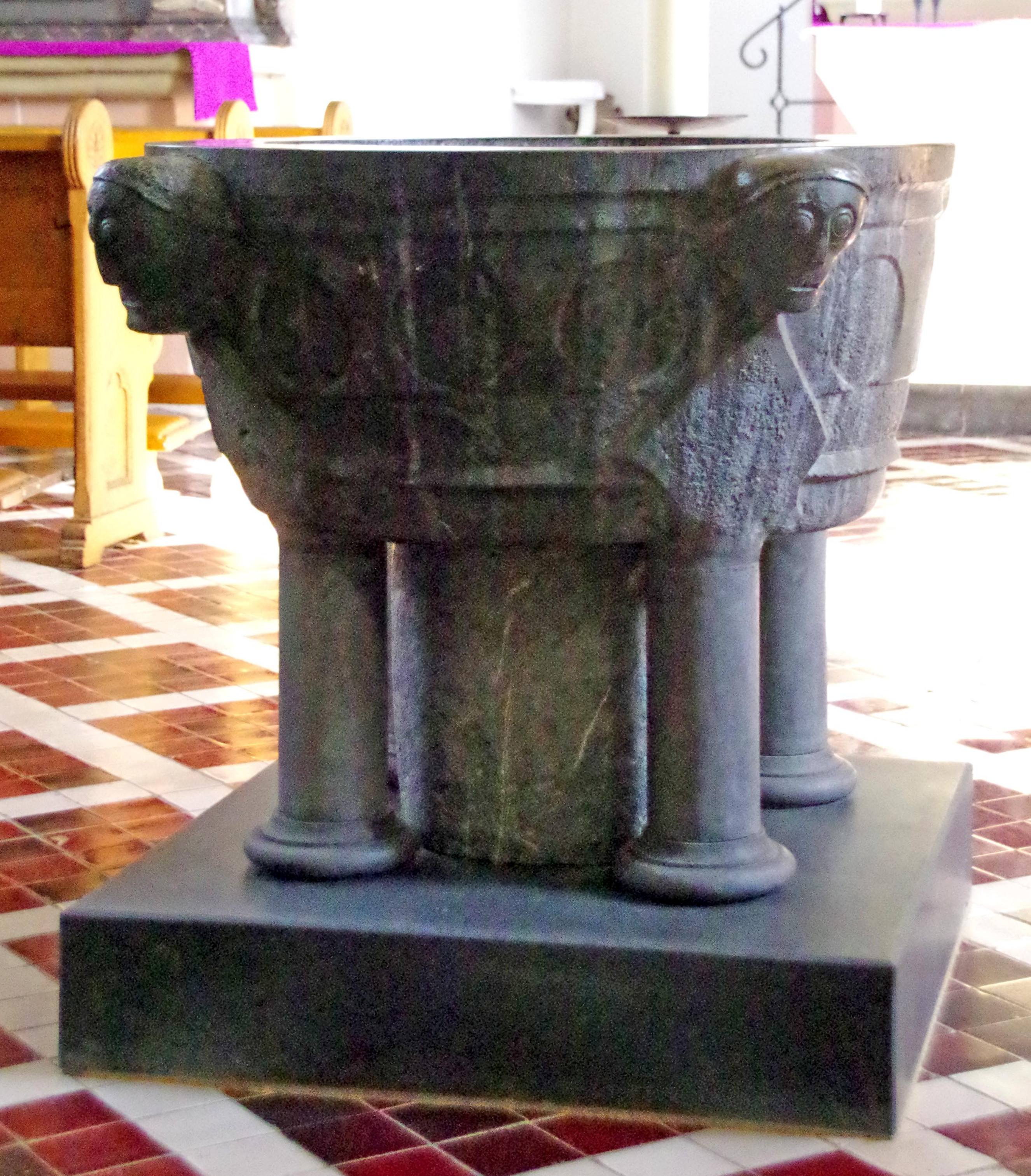
Taufstein (12. Jh.)
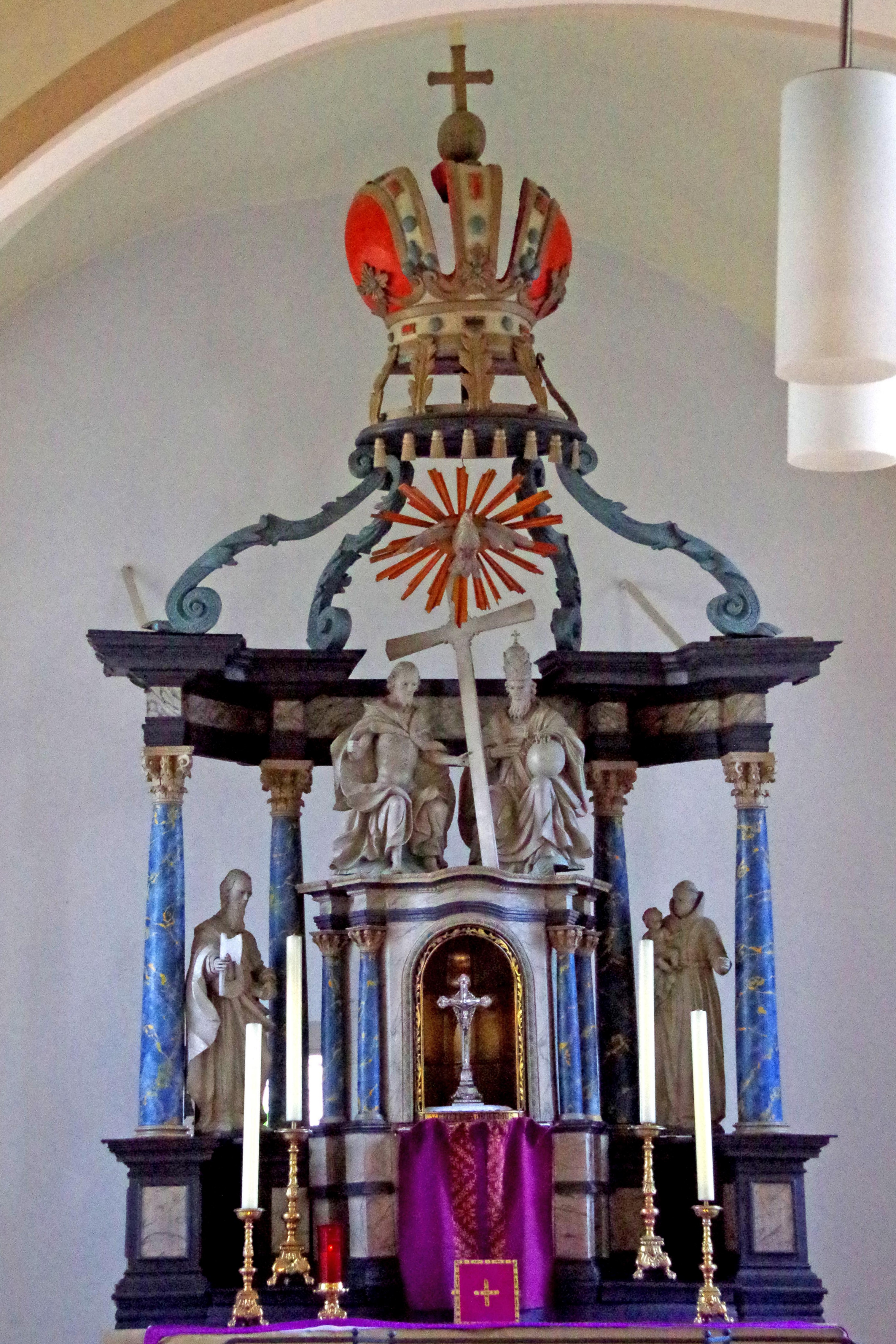
Hochaltar
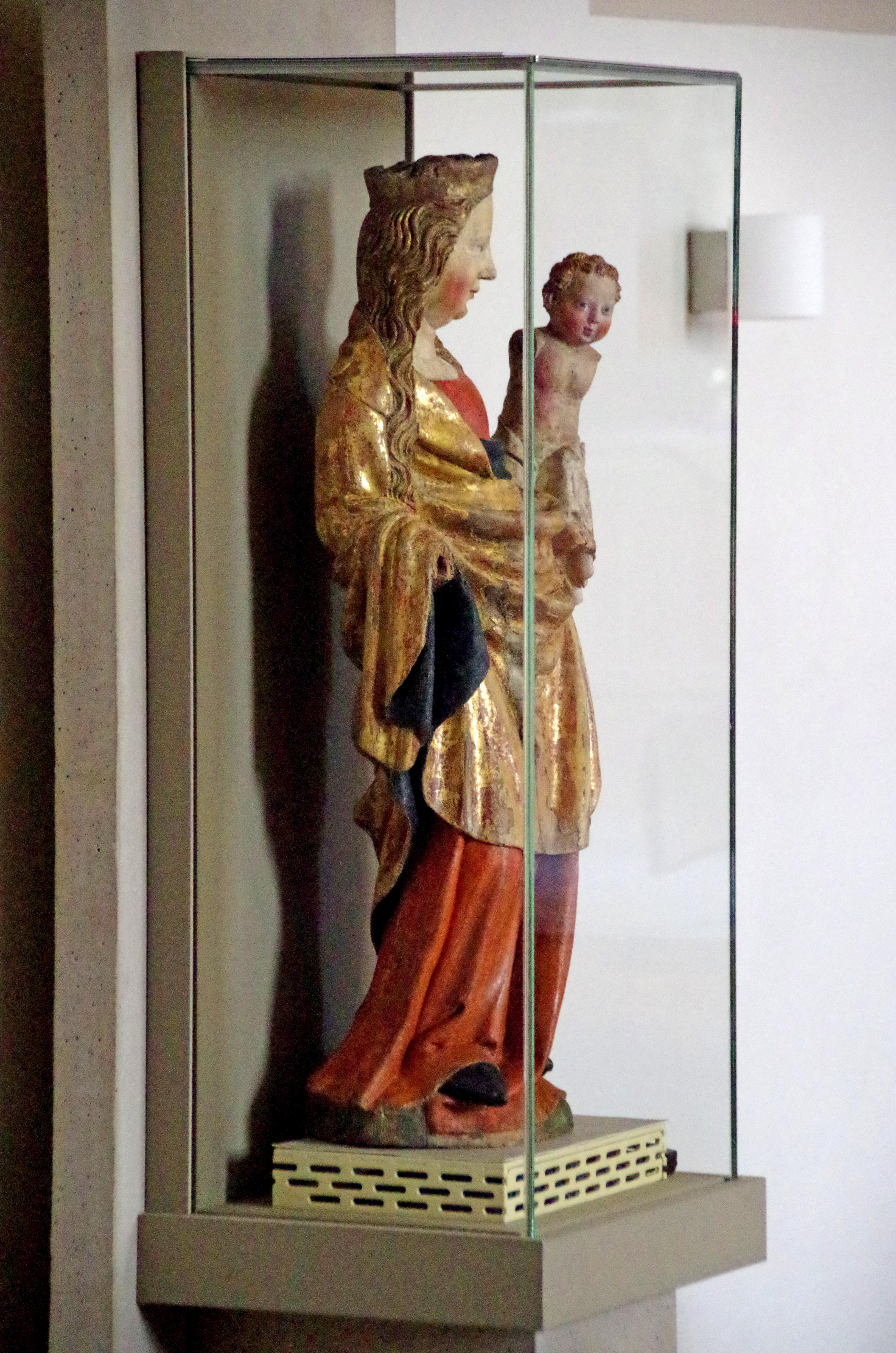
Madonna (14. Jh.)

## Verkehr
Oberelvenich liegt im Verbundraum des Verkehrsverbundes Rhein-Sieg (VRS). Die Buslinie 892 der Regionalverkehr Köln (RVK) bedient den Ort, überwiegend als TaxiBusPlus im Bedarfsverkehr, außerdem an Schultagen einzelne Fahrten der Linie 807.
| Linie | Betreiber    | Verlauf |
| ----- | ------------ | --- |
| 807   | RVK          | Euskirchen Bf – Frauenberg – Oberwichterich / (← Oberelvenich ← Rövenich ← Niederelvenich) – Wichterich – Mülheim – Niederberg – Borr – (Scheuren ← Weiler in der Ebene ← Erp ←) Friesheim – Ahrem – Lechenich – Frauenthal – Liblar – Erftstadt Bf |
| 892   | RVK/Kreis EU | MiKE / AST-Verkehr: Mülheim – Wichterich – Niederelvenich – Oberelvenich – Rövenich – Zülpich Bf – Zülpich Frankengraben – Hoven – Floren – Merzenich                                                                                               |

Bis zum Fahrplanwechsel am 11. Dezember 2022 fuhren Busse von Rurtalbus der AVV-Linie SB98 auf ihrer Strecke von Düren nach Euskirchen durch den Ort. Bis zum 31. Dezember 2019 wurde diese Linie vom BVR Busverkehr Rheinland betrieben.